# Казанцев Геннадій Трифонович
Генна́дій Три́фонович Каза́нцев (* 19 квітня 1939, Єкатерининськ Сивинського району Пермської області) — український російськомовний письменник, член НСПУ.

## З життєпису
Випускник Ризького політехнічного інституту.
Біля тридцяти років — служба в армії.
Пише російською мовою, перша публікація відбулася в газеті «Таврійські відомості» 1993 року.
Автор прозових книжок «Жити з початку», «Знаки Зодіака», «Ідентифікація істини», «Крок за вертикаль», «Медовий полин», «Право на вибір», «Степові вогні», чисельних публікацій в колективних збірниках.